# Jenny Mensing
Jenny Mensing (* 26. Februar 1986 in Berlin) ist eine deutsche Schwimmerin und Europameisterin. Nach ihrer Ausbildung in Wiesbaden ist sie seit 2012 Polizeikommissarin.
Insgesamt ist sie mittlerweile 18-fache Deutsche Meisterin in verschiedenen Disziplinen, davon bereits elfmal über 200 m Rücken.
Bei den Deutschen Meisterschaften 2006 belegte sie Platz drei über 100 Meter Rücken. 2008, 2009 sowie 2019 wurde sie deutsche Meisterin über 200 Meter Rücken. Am 12. August 2010 gewann sie bei den Schwimmeuropameisterschaften 2010 in Budapest über 100 Meter Rücken die Bronzemedaille. Drei Tage später belegte sie mit der 4-mal-100-Meter-Lagenstaffel ebenfalls Platz drei.
Jenny Mensing stellte im Laufe ihrer Laufbahn vier deutsche Landesrekorde auf.
So in der Disziplin 50 Meter Rücken in 28,31 s (2011), über 100 Meter Rücken in 59,85 s (2012) und über 200 Meter Rücken in 2:08,30 min (2012).
Bei den Schwimmeuropameisterschaften 2012 in Debrecen gewann sie am 24. Mai 2012 über 100 Meter Rücken die Goldmedaille, dies war zugleich die 250. deutsche Goldmedaille bei Europameisterschaften.
Am letzten Tag der Europameisterschaften 2012 holte sie zusammen mit Sarah Poewe, Alexandra Wenk und Britta Steffen die Goldmedaille in der 4-mal-100-Meter-Lagenstaffel.
Bei den Olympischen Sommerspielen 2012 in London startete sie unter anderem über 200 Meter Rücken.
Im Jahr 2020 holte ihr Heimatverein SC Wiesbaden 1911 mit ihr als Teamleader die Silbermedaille bei den DMS 2020.